# Цнори
Цнори (груз. წნორი) је град у Грузији у регији Кахетија. Према процени из 2014. у граду је живело 4.815 становника.

## Становништво
Према процени, у граду је 2014. живело 4.815 становника.
| 1989. | 2002. | 2014. |
| ----- | ----- | ----- |
| 2.912 | 6.065 | 4.815 |